# Steroide 9alfa-monoossigenasi
La steroide 9alfa-monoossigenasi è un enzima appartenente alla classe delle ossidoreduttasi, che catalizza la seguente reazione:
pregna-4,9(11)-diene-3,20-dione + AH2 + O2 ⇄ 9,11α-epossipregn-4-ene-3,20-dione + A + H2O
È un sistema enzimatico che coinvolge una flavoproteina (FMN) e due proteine ferro-zolfo.